# Аргентавис
Аргентависът (Argentavis magnificens), още Тераторн, е изчезнала птица от късния Миоцен (преди 23 – 5 млн. г., Кайнозойска ера). Той е най-голямата открита летяща птица.

## Физическа характеристика
- Дължината на тялото – 3 – 3,5 m. (3,8)
- Височина – 2 m.
- Размаха на крилете – 7 – 8 m.
- Тегло – 50 – 70 (80 – 100) кг.

Живял е в Южна Америка и се предполага, че е бил подобен по външен вид (с изключение на размерите) и поведение на кондора. За първи път фосили са намерени в солни наноси по река Салинас Грандес (Ла Пампа, Аржентина) през 1979 г. Предполага се, че подобно на Кондорите е използвал възходящите въздушни течения за да полети след което е планирал. Смята се, че е бил мършояд. Най-вероятно е можел да измине 100 – 200 км. на ден. Птицата наистина е била огромна сравнена с най-големите съвременни летящи птици., (Дропла – 15 – 20 кг и Странствуващ Албатрос – 3 – 3,5 m размах на крилете.). Намерени са малко фосили и нито един запазен скелет.